# Lípa u Klamoše
Památná lípa u Klamoše (lípa malolistá – Tilia cordata) roste u silnice spojující obec Klamoš s obcí Přepychy asi 5 km východně od města Chlumec nad Cidlinou v okrese Hradec Králové.
Památná lípa má obvod kmene asi 400 cm a výšku kolem 20 m. Stáří je odhadováno na více než 300 let. Chráněna jako památný strom je od roku 1983 pro svůj vzrůst. Na stromě je zavěšen obrázek Panny Marie.
V roce 2005 byla zařazena jako strom Královéhradeckého kraje do ankety Strom roku 2005.